# Жукова, Алевтина Никодимовна
Алевти́на Никоди́мовна Жу́кова (1 ноября 1927, Ленинград — 1 июля 2018, Санкт-Петербург) — советский и российский лингвист, доктор филологических наук, профессор, действительный член Академии Северного Форума (Финляндия) (1997). Автор трудов по корякскому языку, фонетике, грамматике и лексикологии языков чукотско-камчатской группы, лексической семантики и теории перевода. Внесла выдающийся вклад в сохранение корякского языка, фольклора и культуры коряков, в развитие образования округа.

## Биография
А. Н. Жукова поступила на восточный факультет Ленинградского государственного университета в 1945 году. В 1949 году, продолжая обучение, поступила работать редактором учебников на чукотском языке в Ленинградское отделение учебно-педагогического издательства. В 1949 году перевелась на факультет народов Севера, который окончила с отличием в 1950 году, получила специальность филолога по направлениям чукотский язык, русский язык и литература.
После аспирантуры в Институте языкознания АН СССР (1950—1953) в 1953 году защитила кандидатскую диссертацию; в 1972 году — докторскую на тему «Грамматика корякского языка».
С 1954 года и до 2018 года с перерывами преподавала корякский и чукотский языки на факультете народов Севера ЛГПИ (затем в Институте народов Севера РГПУ) им. А. И. Герцена. С 1985 года — профессор РГПУ им. А. И. Герцена, стояла у истоков создания кафедры палеоазиатских языков и методики их преподавания РГПУ им. А. И. Герцена. В 1989—1991 годах заведовала этой кафедрой, активно готовила специалистов высшей квалификации в области североведения.
Постановлением Думы Корякского автономного округа в 2006 году удостоена звания «Почётный гражданин Корякского автономного округа».

## Научная деятельность
А. Н. Жукова — автор более 130 работ, таких как «Грамматика корякского языка», «Русско-корякский словарь», «Учебные корякско-русские и русско-корякские словари», «Корякский язык», монография «Язык паланских коряков». Алевтиной Никодимовной внесён большой вклад в организацию и осуществление перевода на корякский язык Евангелия от Луки.